# Out with Dad
Out with Dad est une websérie canadienne anglophone sur l'adolescence LGBT, écrite, réalisée, montée et produite par Jason Leaver, diffusée sur YouTube et Dailymotion entre 2010 et 2017. Elle a été diffusée en primetime dans l'émission Studio 4.0 en 2014 sur France 4. Elle a remporté de nombreuses récompenses dans le monde de la websérie,,,.

## Histoire
Elle raconte l'histoire de Rose, adolescente lesbienne et son coming out envers son père veuf Nathan. Des thèmes comme les divers défis de la jeunesse LGBT tels le coming-out, le harcèlement et la violence sont abordés avec réalisme via une brochette de personnages divers.
Nathan, le père de Rose l'accepte telle quelle. La famille de Vanessa, meilleure amie de Rose, est très croyante et rejette en bloc le sujet. La mère de Claire, qui est la nouvelle (petite) amie de Rose après le rejet par Vanessa, essaie tant bien que mal de comprendre sa fille.
Son réalisme a conduit à la reconnaissance officielle de la série par PFLAG Canada.

## Distribution
Principaux personnages :
| Personnages        | Acteurs / Actrices                                                | Voix françaises (doublage MFP) | Note                             |
| ------------------ | ----------------------------------------------------------------- | ------------------------------ | -------------------------------- |
| Rose Miller        | Kate Conway                                                       | Lisa Caruso                    | adolescente de 15 ans            |
| Nathan Miller      | Will Conlon (saisons 1 et 2) Jonathan Robbins (saisons 3, 4 et 5) | Éric Aubrahn                   | père de Rose                     |
| Vanessa LeMay      | Lindsey Middleton                                                 | Adeline Chetail,               | meilleure amie de Rose           |
| Claire Daniels     | Caitlynne Medrek                                                  | Alice Taurand,                 | nouvelle (petite) amie de Rose   |
| Kenny              | Corey Lof                                                         | Gabriel Bismuth-Bienaimé,      | meilleur ami de Rose             |
| Alicia Van Harren  | Laura Jabalee                                                     | Kelly Marot                    | petite amie de Kenny             |
| Angela             | Kelly-Marie Murtha                                                | Marie Giraudon                 | devient la petite amie de Nathan |
| Johnny             | Darryl Dinn                                                       | Yann Pichon                    | gay, meilleur ami de Nathan      |
| Famille de Vanessa |                                                                   |                                |                                  |
| Steven LeMay       | Robert Nolan                                                      | Bernard Lanneau                | père de Vanessa                  |
| Theresa LeMay      | Wendy Glazier                                                     | Catherine Davenier             | mère de Vanessa                  |
| Matthew LeMay      | Neil Silcox                                                       |                                | grand frère de Vanessa           |
| Fatima LeMay       | Afshan Golriz                                                     |                                | épouse de Matthew                |
| Jacob LeMay        | Jacob Ahearn                                                      |                                | petit frère de Vanessa           |
| Famille de Claire  |                                                                   |                                |                                  |
| Marion Daniels     | Jennifer Kenneally                                                | Marie-Frédérique Habert        | mère de Claire                   |
| Ted Daniels        | Andrew Kines                                                      | Bruno Magne                    | père de Claire                   |
| Brian Daniels      | Daniel Solokhine                                                  |                                | petit frère de Claire            |

## Sous-titrage multilingue
Les fans à travers le monde réalisent eux-mêmes les sous-titres dans diverses langues, c'est-à-dire :
- Langues germaniques : anglais, néerlandais, allemand
- Langues latines : français, portugais brésilien, espagnol, italien
- Langues d'Europe de l'Est : tchèque, grec
- Partiellement dans ces langues : russe (saisons 1 et 2), espéranto (saisons 1 et 2), croate (saisons 1 et 3 - partiel), chinois (saisons 1) et turc (saisons 1)
- Quelques épisodes ou éléments : portugais européen, hongrois et hébreu (saison 4)

Donc pas moins de 14 langues pour la saison 1 de la série et 17 langues (et variantes) au total.

## Épisodes
- Les épisodes sont diffusés en anglais sur les chaines Youtube & Dailymotion de la série (titre anglais "VO")
- Ils ont été diffusés en France sur un chaine Youtube de France 4 (titre français "VOSTFr") jusqu'à la 3e saison.
- Ils ont été diffusés en Français sur France 4 dans l'émission Studio 4.0 (titre français "VF"), ces deux derniers sont souvent différents.

### Première saison (2010)
1. Rose et Vanessa (VO: Rose with Vanessa - VOSTFr: Rose avec Vanessa)
2. Entre copains (VO: Out to Lunch - VOSTFr: Sortie déjeuner)
3. Une soirée au ciné avec papa (VO: Movie Night with Dad - VOSTFr: Sortie ciné avec Papa)
4. La Soirée (VO: Party Out - VOSTFr: En Soirée)
5. Le Blind Date (VO: Blind Date with Nathan - VOSTFr: En rendez-vous avec Nathan)
6. Le Thé de mon père (VO: Tea with Dad - VOSTFr: Le Thé avec Papa)
7. Chimie avec Vanessa (VO: Chemistry with Vanessa - VOSTFr: idem)
8. Promenade avec Kenny (VO: Out With Kenny - VOSTFr: Sortie avec Kenny)

### Deuxième saison (2011-2012)
1. Rose fait son coming-out (VO: Out with Dad - VOSTFr: Sortie avec Papa)
2. Kenny et Alicia (VO: Asking Out Alicia - VOSTFr: Sortir avec Alicia)
3. La Mère de Vanessa (VO: Having it Out - VOSTFr: Que ça sorte)
4. Vanessa a peur (VO: With Jacob and Vanessa - VOSTFr: Avec Jacob et Vanessa)
5. Rose est perdue (VO: Striking Out - VOSTFr: Faire une croix sur les sorties)
6. Nathan a la solution (VO: Working it Out - VOSTFr: Faire en sorte d'arranger les choses)
7. Le Groupe de parole (PFLAG), première partie (VO: Out with PFLAG: Part I - VOSTFr: Sortie au PFLAG - Partie 1)
8. Le Groupe de parole (PFLAG), deuxième partie (VO: Out with PFLAG: Part II - VOSTFr: Sortie au PFLAG - Partie 2)
9. Conversation avec Claire (VO: Chatting with Claire - VOSTFr: Discussion avec Claire)
10. Au musée avec Kenny (VO: The Museum Outing - VOSTFr: Sortie au Musée)
11. Face aux homophobes (VO: Out with Doubts - VOSTFr: Les doutes)
12. Tourner la page (VO: Out of Mind - VOSTFr: Sortie de la tête)

### Troisième saison (2013-2014)
1. Nouveau Départ (VO & VOSTFr: Starting Out)
2. Au clair avec papa (VO & VOSTFr: Dining In and Out)
3. Deux poids, deux mesures (VO & VOSTFr: Storming In and Out)
4. Soirée au cinéma (VO & VOSTFr: Swashbuckling Adventures of Making Out)
5. Assume ! (VO & VOSTFr: Outed)
6. Grand Finale (VO & VOSTFr: Out with (Song and) Dance)
7. VOSTFr: Vanessa est seule (Vanessa Alone)
8. VOSTFr: Rattrapage avec Papa (Catching Up with Dad)
9. VOSTFr: Vanessa est perdue (Vanessa Lost)
10. VOSTFr: Sortir (Going Out)
11. VOSTFr: Double rendez-vous avec Papa (Double Date with Dad)
12. VOSTFr: La souffrance de Vanessa (Vanessa's Pain)
13. VOSTFr: La course de Vanessa (Vanessa Runs)
14. VOSTFr: Repoussée (Pushed Out)
15. VOSTFr: L'histoire de Vanessa (Vanessa's Calm)
16. VOSTFr: Mise en lumière (Stressing Out)
17. VOSTFr: Tous ensemble III (Out with PFLAG: Part III)
18. VOSTFr: Tous ensemble IV (Out with PFLAG: Part IV)
19. VOSTFr: Quand Vanessa rencontre Sera  (Vanessa Meets Sera)
20. VOSTFr: À l'air libre (Getting it out)
21. VOSTFr: Vanessa rentre à la maison (Vanessa Goes Home)
22. VOSTFr: Famille et amis (With Family and Friends)

### Quatrième saison (2015-2016)
- 4x00 VOSTFr "Awkward Moment with Dad" - bande-annonce

1. VOSTFr Drinks with Dad (Traduction : Des verres avec Papa)
2. VOSTFr Reconnecting with Alicia (Traduction : Reprendre le contact avec Alicia)
3. VOSTFr An Island Outing (Traduction : Une Sortie sur l'île)
4. VOSTFr Reconnecting with Owen (Traduction : Reprendre le contact avec Owen)
5. VOSTFr Smores with Dad (Traduction : Des smores avec Papa)
6. VOSTFr Elephants in the Room with Alicia (Traduction : Gros malaises avec Alicia)
7. VOSTFr Out Clubbing (Traduction : Sortie en boîte)
8. VOSTFr Counselling Vanessa - Session 1 (Traduction : Vanessa en Thérapie - Séance 1)
9. VOSTFr Starting Out, Again (Traduction : Nouveau départ, à nouveau)
10. VOSTFr Counselling Vanessa - Session 23 (Traduction : Vanessa en Thérapie - Séance 23)
11. VOSTFr Day Drinking with Alicia and Rose (Traduction : Un verre en journée avec Alicia et Rose)
12. VOSTFr Counselling Vanessa - Session 47 (Traduction : Vanessa en Thérapie - Séance 47)
13. VOSTFr Counselling Vanessa - Session 48 (Traduction : Vanessa en Thérapie - Séance 48)
14. VOSTFr The Ontario Science Centre Outing (Traduction : Sortie au Centre des Sciences de l'Ontario )
15. VOSTFr Heading Out (Traduction : Direction sortie)
16. VOSTFr Reconciling with Claire (Traduction : Se réconcilier avec Claire)
17. VOSTFr Counselling Vanessa – Session Fifty-Two (Traduction : Vanessa en Thérapie - Séance 52)
18. VOSTFr Without Regret? (Traduction : Sans regret ?)
19. VOSTFr Dealing with Consequences, Part I (Traduction : Faire face aux conséquences, partie I)
20. VOSTFr Counselling Vanessa - Session Seventy-Eight (Traduction : Vanessa en Thérapie - Séance 78)
21. VOSTFr Dealing with Consequences, Part II (Traduction : Faire face aux conséquences, partie II)
22. VOSTFr With a Heavy Heart (Traduction : Avec un coeur lourd)
23. VOSTFr Counselling Dad (Traduction : Papa en Thérapie)

### Cinquième saison (2016-2017)
1. VOSTFr Out of Touch (Traduction : Hors de portée )
2. VOSTFr The Encounter with Vanessa (Traduction : La rencontre avec Vanessa)
3. VOSTFr A New Outlook (Traduction : Une nouvelle approche)
4. VOSTFr A Quiet Day In (Traduction : Un jour calme à l'intérieur)
5. VOSTFr Figuring it Out (Traduction : Se rendre compte) - Épisode Final

## Nominations et Distinctions
La série a obtenu les nominations et reçu les distinctions suivantes :

### 2011
2e Indie Soap Awards (2011) (un seul gagnant dans la même catégorie)
- La série :
  - Utilisation Remarquable de la Musique (Outstanding Use of Music)
- Nominations[10] :
  - Acteur Remarquable (Outstanding Lead Actor) : Will Conlon
  - Écriture Remarquable (Outstanding Writing) : Jason Leaver
  - Réalisation Remarquable (Outstanding Directing) : Jason Leaver
  - Première Performance (Breakthrough Performance) : Kate Conway

LA Web Series Festival 2011 (prix multiples dans la même catégorie)
- La série et l'équipe technique :
  - Série Dramatique Remarquable (Outstanding Drama Series)
  - Écriture Remarquable dans une Série Dramatique (Outstanding Writing in a Drama Series) : Jason Leaver
  - Photographie Remarquable dans une Série Dramatique (Outstanding Cinematography in a Drama Series) : Jason Leaver
- Le casting :
  - 1er Rôle Féminin Remarquable dans une Série Dramatique (Outstanding Lead Actress in a Drama Series) : Kate Conway
  - 1er Rôle Masculin Remarquable dans une Série Dramatique (Outstanding Lead Actor in a Drama Series) : Will Conlon

Nomination
- The Webby Awards - Online Film & Video Drama Series

### 2012
3è Indie Soap Awards (2012) (un seul gagnant dans la même catégorie)
- Le casting :
  - Meilleure Actrice, Drame (Best Actress (Drama)) : Kate Conway
- Nominations[11] :
  - Meilleure Websérie, Drame (Best Webseries (Drama)) : Out with Dad (1re nom.)
  - Meilleur Acteur, Drame (Best Actor (Drama)) : Will Conlon
  - Meilleur Second Rôle féminin (Best Supporting Actress, Drama) : Lindsey Middleton
  - Meilleure Première Performance, tous (Best Breakthrough Performance (All shows)) : Wendy Glazier
  - Meilleure Écriture, Drame (Best Writing (Drama), 2e nom.) : Jason Leaver
  - Meilleure Utilisation de la Musique, tous (Best Use of Music (All shows)) : Out with Dad

LA Web Series Festival 2012 (prix multiples dans la même catégorie)
- La série et l'équipe technique :
  - Grand Prix du Jury (Grand Jury Prize), emportant la sélection pour le Marseille Webfest 2012
  - Série Dramatique Remarquable (Outstanding Drama Series) : 2e fois
  - Réalisation Remarquable dans une Série Dramatique (Outstanding Direction in a Drama) : Jason Leaver
  - Écriture Remarquable dans une Série Dramatique (Outstanding Writing in a Drama Series, 2e fois) : Jason Leaver
  - Photographie Remarquable dans une Série Dramatique (Outstanding Cinematography in a Drama Series, 2e fois) : Jason Leaver & Bruce Willian Harper
- Le casting :
  - Casting Remarquable dans un Drame (Outstanding Ensemble Cast in a Drama) :
    - Kate Conway, Will Conlon, Lindsey Middleton, Corey Lof, Laura Jabalee, Darryl Dinn, Jacob Ahearn, Wendy Glazier, Robert Nolan.

2012 Indie Intertube (un seul gagnant dans la même catégorie)
- La série et l'équipe technique :
  - Meilleure Écriture Remarquable dans un Drame (Best Writing in a Drama) : Jason Leaver
- Le casting :
  - Meilleur Acteur dans un Drame (Best Actor in a Drama) : Will Conlon

Missisauge Independant Film Festival 2012
- Meilleur Websérie (Best Webseries)

Marseille WebFest 2012,,
- Prix Coup de Cœur France4

Nomination
- Academy of WebTelevision Awards - Meilleur Casting (Best Ensemble Performance)

### 2013
4è Indie Soap Awards (2013) (un seul gagnant dans la même catégorie)
- La série et l'équipe technique :
  - Meilleure Websérie, Drame (Best Webseries Drama , 2e nom.)
- Le casting :
  - Meilleure Première Performance (Best Breakthrough Performance) : Caitlynne Medrek
- Nominations[14]:
  - Meilleure Actrice, Drame (Best Lead Actress, Drama , 2e nom.) : Kate Conway
  - Meilleur Second Rôle masculin (Best Supporting Actor, Drama) : Corey Lof
  - Meilleure Écriture, Drame (Best Writing (Drama), 3e nom.) : Jason Leaver
  - Meilleure Réalisation, Drame (Best Directing (Drama), 2e nom.) : Jason Leaver
  - Meilleure Édition, tous (Best Editing (All shows), 1re nom.) : Jason Leaver
  - Meilleure Bande Originale, tous (Best Soundtrack (All shows)) : Out with Dad
  - Meilleure Photographie, tous (Best Cinematography (All shows)) : Bruce William Harper & Jason Leaver

LA Web Series Festival 2013 (prix multiples dans la même catégorie)
- La série et l'équipe technique :
  - Série Dramatique Remarquable (Outstanding Drama Series) : 3e fois
  - Écriture Remarquable dans une Série Dramatique (Outstanding Writing in a Drama Series, 3e fois) : Jason Leaver
- Le casting :
  - Second Rôle Féminin Remarquable dans une Série Dramatique (Outstanding Supporting Actress in a Drama Series) : Lindsey Middleton

Sélection officielle
- Rome West Fest 2013, Raindance West Fest 2013 (Londres), Melbourne Web Series Festival 2013
- Prix Écrans Canadiens 2013 : Best Original Program or Series produced for Digital Media - Fiction[15]

### 2014
5è Indie Soap Awards (2014) (un seul gagnant dans la même catégorie)
- Meilleure Actrice, Drame (Best Actress (Drama), 2e fois et 3e nom.) : Kate Conway
- Nominations[16] :
  - Meilleure Websérie, Drame (Best Webseries (Drama), 3e nom.)
  - Meilleur Second Rôle masculin (Best Supporting Actor, Drama) : Robert Nolan
  - Meilleure Second Rôle Féminin, Drame (Best Supporting Actress (Drama)) : Caitlynne Medrek (1re nom.)
  - Meilleure Second Rôle Féminin, Drame (Best Supporting Actress (Drama)) : Lindsey Middleton
  - Meilleure Réalisation, Drame (Best Directing (Drama), 3e nom.) : Jason Leaver
  - Meilleure Bande Originale, tous (Best Soundtrack (All shows)) : Out with Dad (Adrian Ellis, Rebecca Rynsoever and Jason Leaver)
  - Meilleurs effets visuels (Best Visual Effects) : Animation by Natalie Garceau, V.E. par Jason Leaver and Dan Turner

LA Web Series Festival 2014 (prix multiples dans la même catégorie)
- La série et l'équipe technique :
  - Son Remarquable (Outstanding Sound Design) : Jason Leaver
- Le casting :
  - 1er Rôle Masculin Remarquable dans une Série Dramatique (Outstanding Lead Actor in a Drama Series) : Jonathan Robbins
  - Second Rôle Féminin Remarquable dans une Série Dramatique (Outstanding Supporting Actress in a Drama Series, 2e fois) : Lindsey Middleton
  - Second Rôle Féminin Remarquable dans une Série Dramatique (Outstanding Supporting Actress in a Drama Series) : Caitlynne Medrek

Sélection officielle
- 3e HollyWebFest (2014)[17], 1er Toronto Webfest (2014).
- 9e Annual ITVFest (2014, Dover (Vermont))[18] - Websérie catégorie Drame - Gagnant : WHATEVER, LINDA
- 4e Streamy Awards (2014)[19] - Nommée officielle Actrice dans un Drame (Official Nominee Actress in a Drama)) : Kate Conway

### 2015
6è Indie Soap Awards (2015) (un seul gagnant dans la même catégorie)
Nominations :
- Meilleure Actrice, Drame (Best Actress (Drama), 4e nomination consécutive) : Kate Conway
- Meilleure Second Rôle Féminin, Drame (Best Supporting Actress (Drama)) : Caitlynne Medrek (2e nom.)
- Meilleur Acteur invité, Drame (Best Guest Actor (Drama)) : Aidan Gowland
- Meilleure Actrice invitée, Drame (Best Guest Actress (Drama)) : Alyssa Owsiany
- Meilleure Écriture, Drame (Best Writing (Drama), 4e nom) : Jason Leaver
- Meilleure Édition (Best Editing (All shows), 2e nom) : Jason Leaver
- Meilleure Bande Originale (Best Original Score) : Adrian Ellis

Prix Écrans Canadiens 2015
Nominations :
- Best Original Program or Series produced for Digital Media - Fiction

IAWTV Awards 2015
- Meilleur Casting (Best Ensemble Performance)
- Meilleure actrice dans un drame (Best female performance in a Drama) : Lindsey Middleton
- Nominations:
  -  Meilleur acteur dans un drame (Best male performance in a Drama : Jonathan Robbins
  -  Meilleur scénario dans un drame (Best Writing in a Drama) : Jason Leaver

### 2016
7è Indie Soap Awards (2016) (un seul gagnant dans la même catégorie)
Nominations : Meilleure Actrice, Drame (Best Actress (Drama), 5e nomination consécutive) - Kate Conway